# Wereldkampioenschappen openwaterzwemmen 2011 - Landenwedstrijd
De Landenwedstrijd op de wereldkampioenschappen openwaterzwemmen 2011 vond plaats op 21 juli 2011 in Jinshan City Beach in Shanghai, China. Het was voor de eerste maal in de geschiedenis dat er een landenwedstrijd op het programma stond.

## Uitslag
| Rang   | Namen                                                                        | Land             | Tijd      |
| ------ | ---------------------------------------------------------------------------- | ---------------- | --------- |
| Goud   | Andrew Gemmell Sean Ryan Ashley Twichell                                     | Verenigde Staten | 57.00,6   |
| Zilver | Melissa Gorman Rhys Mainstone Ky Hurst                                       | Australië        | 57.01,8   |
| Brons  | Jan Wolfgarten Thomas Lurz Isabelle Härle                                    | Duitsland        | 57.44,2   |
| 4      | Nicola Bolzonello Rachele Bruni Luca Ferretti                                | Italië           | 58.00,5   |
| 5      | Sergej Bolsjakov Jevgeni Drattsev Jekaterina Seliverstova                    | Rusland          | 58.32,7   |
| 6      | Marianna Lymperta Antonis Fokaidis Spyros Gianniotis                         | Griekenland      | 59.22,8   |
| 7      | Ophelie Aspord Damien Cattin Vidal Sebastien Fraysse                         | Frankrijk        | 1:00.27,3 |
| 8      | Fang Yanqiao Xu Wenchao Zhang Zibin                                          | China            | 1:01.02,2 |
| 9      | Guillermo Bertola Cecilia Biagoli Gabriel Villagoiz                          | Argentinië       | 1:01.34,2 |
| 10     | Zsofi Balazs Aimeson King Richard Weingerber                                 | Canada           | 1:02.08,7 |
| 11     | Erwin Maldonado Angel Moreira Yanel Pinto                                    | Venezuela        | 1:02.32,0 |
| 12     | Zaira Cardenas Hernandez Alejandra Gonzalez Lara Luis Ricardo Escobar Torres | Mexico           | 1:03.23,9 |
| 13     | Chan Fiona On Yi Tang Wing Yung Natasha Yuen Marcus Yat Ho                   | Hongkong         | 1:04.53,4 |
| 14     | Mazen Mohamed Aziz Islam Mohsen Laila El Basiouny                            | Egypte           | 1:06.03,4 |
| DNS    | Natalie du Toit Chad Ho Troy Prinsloo                                        | Zuid-Afrika      |           |